# Carcedo
Carcedo (Carcéu en asturiano y oficialmente) pueblo y parroquia del concejo asturiano de Valdés, en España, situado a unos 23 kilómetros de Luarca y a unos 85 de Oviedo. El pueblo de Carcedo, está situado a una altitud de 240 metros sobre el nivel del mar, tiene una población de unos 115 habitantes (286 la parroquia) y cuenta con una extensión de unos 10,77 {\displaystyle km^{2}}.

## Lugares
- Cadorna
- Carcedo
- Llaneces
- Muñas de Abajo
- El Pontigón
- Villar de Carcedo

## Gastronomía
Así, las Patatinas de San Bartolo, plato de incuestionable presencia en todas las casas el día de la fiesta de San Bartolomé Apóstol el día 24 de agosto. Es un plato a base de carne guisada con patatas guisadas.  
En la Semana Santa, en cualquier casa se podrá degustar la típica y dulce alfilada,  que es el regalo que el padrino o la madrina hacen a su ahijado en el momento que éste les entrega la palma del día de Ramos. Aunque ya presente en las panaderías, ninguna alcanza a ser como las preparadas en casa, en cocina de leña, dejando  cocer  lentamente.  
Y la Fuaza  que era el pan diario hecho a base de harina de maíz también conocido como Boroña que hoy día se sigue haciendo en algunas casas y en algunas panaderías de la zona.  
La Rapa  que era una torta de harina de maíz con trozos de tocino, chorizo, cebolla.  
Las Papas o Fariñas que es harina de maíz tostada con leche o agua.  
Y al ser un pueblo tradicionalmente agrícola y ganadero se comían todos los productos del campo y durante la matanza todos los productos del cerdo: así el potaje de berzas conocido hoy como pote asturiano, las vainas que son las judías verdes, fabada asturiana, y como no podía ser menos en Asturias, al comienzo del otoño se empiezan a recoger las castañas para los tradicionales amagüestus. 
El arroz con leche era y es el postre típico por excelencia, que cuenta con la ventaja de ser hecho con leche pura de vaca recién ordeñada otorgándole así una suavidad y un sabor incomparable.

## Toponimia
Ficha de la Parroquia de Carcedo:
- CONCEJO:

Valdés
- PARROQUIA:

Carcedo
- NUCLEOS DE POBLACION:

Carcedo, La Cadorna, Llaneces, Muñás de Abajo, Ore, El Pontigón y Villar
- BARRIOS, PUEBLOS, CASERÍAS Y OTROS SITIOS POBLADOS:

La Barrera, La Maña, El Palomar, El Picaratín, La Calea, La Camba, El Calín, La Campa el Molín, El Camparrón, La Campona, El Campurrio, El Carbayín, El Castañéu, El Castro, El Codixar, El Contapín, La Cuesta (Muñás de Abajo), La Cuesta (Ore), El Couto, La Ferreirona, La Fonte, La Gatina, La Grandiella, La Mafalla, Magranes, Malabrío, El Parapeto, La Parexúa, La Parra, El Pousadorio, La Reigona, La Trapa, La Veiga, La Villa de Abajo, La Villa de Arriba y Xarmoniz
- CORRIENTES DE AGUA, (RIOS, REGUEROS, REGATOS):

Río Carcedo (Chapacuño), Río Regueirina (Fervencia), Río Llourín
- ACCIDENTES GEOGRÁFICOS:

El Penón, El Pico Carcéu, La Raba
Toponimia:
- CARCEDO

Pudiera entenderse como formaciones de colectivos de Querceus, a , um ( de encinas), donde se pierde la consonante íntertónica. Así tenemos en Asturias Carcedo en Valdés, Carceo en Gijón, Carceda en Pravia o Carcediel en Tineo.
- VILLAR

Probablemente la palabra latina de mayor éxito en la toponimia de los núcleos de población asturianos la representa Villam y derivados. Ello es fácilmente explicable porque el origen de muchos pueblos se debe a fundaciones aisladas de granjas o casas de explotación agrícola y ganadera, es lo que hoy día nos referiríamos como una casería.
Cuando alrededor de cada una de estas primitivas construcciones van apareciendo otras viviendas y se forma así un núcleo de población siguen guardando la antigua denominación romanzada como villa.
- LA PARAXUGA

En ocasiones a una franja de terreno liso (cultivado o no, según las zonas) puede conocérsele con el nombre de Para o de su diminutivo Paraxa, palabras en relación etimológica con los apelativos paráu o baráu (terreno) liso, aunque sea pendiente. Así en Asturias tenemos La Paraxuca, La Paraxuela, La Paraya,...
- LA TRAPA

Es posible que alguno de los lugares denominados La Trapa aluda a algún establecimiento de los monjes trapenses. Sin embargo, lo más habitual es que representes lugares de trampas para algunas alimañas.
- EL CASTRO

Los colonizadores romanos llamaron Castrum a los poblados de los indígenas, probablemente por el espíritu de fortificación que ofrecían. Tales castros serán abandonados según avanza la romanización por más que en algunas circunstancias pudieron haber continuado habitados hasta la Edad Media. Así en Asturias tenemos El Castro, Trascastru, Ricastro, Castrusin, Castropol, Castrillón.....
- FONFRÍA

El asturiano centro-occidental mantiene la expresión Fonte (del latín, FONTEM) . Así se dieron compuestos con el apócope FONTEM>fon- .Así Fonfría, Foncubierta, Foncalada,....
En relación con Fontem, están también los diminutivos La Fontina, La Fontarica,... 
- Datos: Q5748992
- Multimedia: Carcéu, Valdés / Q5748992

1. ↑  «Cambio del Decreto 77/2014, de 5 de agosto, por el que se determinan los topónimos oficiales del concejo de Valdés». BOPA. 25 de junio de 2021.